# Mindoro-Weißflügelflughund

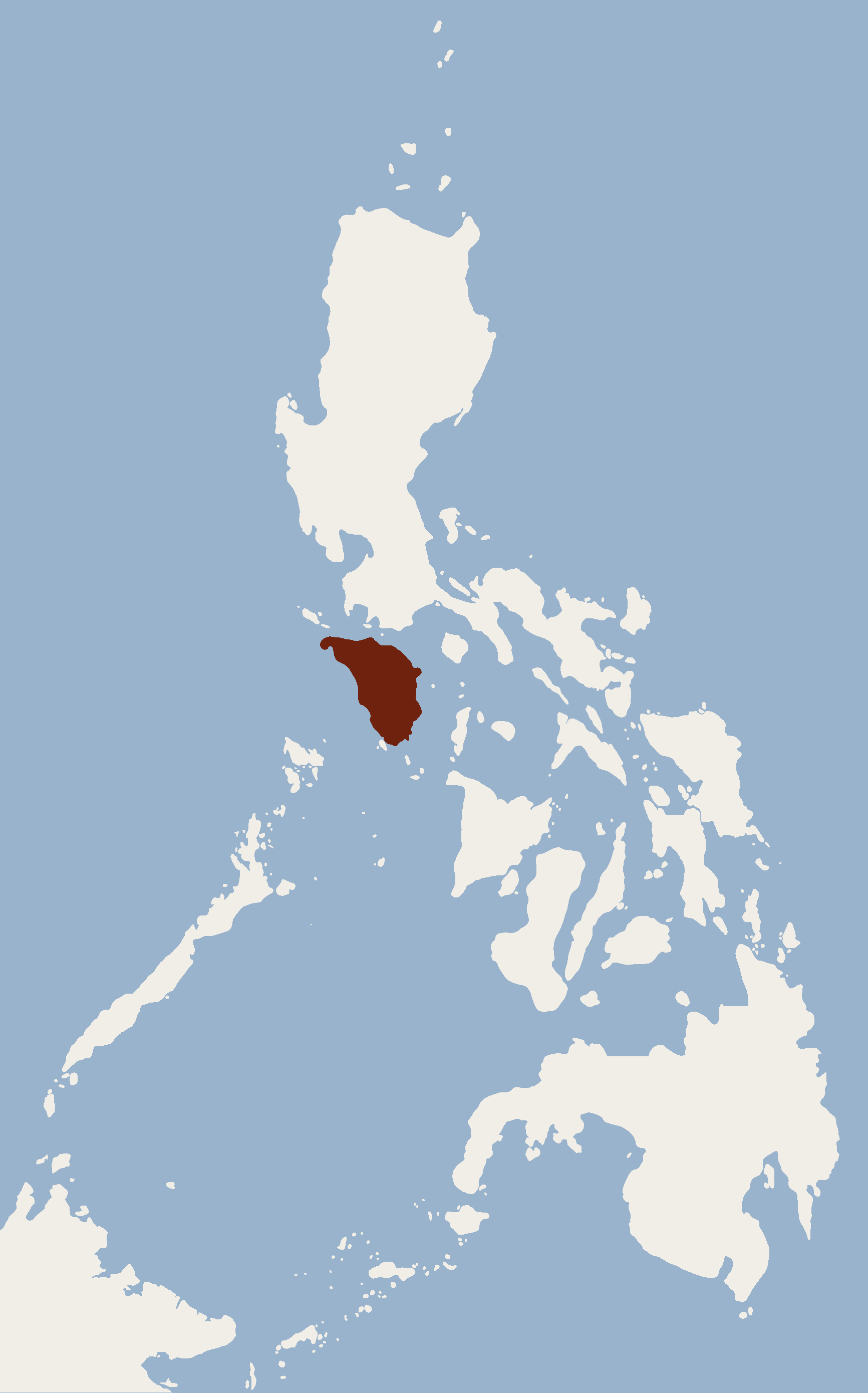
Lage von Mindoro innerhalb der Philippinen

Der Mindoro-Weißflügelflughund (Desmalopex microleucopterus) ist ein auf den Philippinen endemisches Fledertier in der Familie der Flughunde. Er bildet zusammen mit dem gemeinen Weißflügelflughund (Desmalopex leucopterus) die Gattung Desmalopex. Beide sind eng mit den Affengesichtflughunden und dem Fidschi-Flughund verwandt.

## Merkmale
Mit einer Kopf-Rumpf-Länge von 133 bis 155 mm, einer Unterarmlänge von 97 bis 103 mm und einem Gewicht von 129 bis 156 g ist dieser schwanzlose Flughund kleiner als der andere Gattungsvertreter. Die Hinterfüße sind 29 bis 34 mm lang. Die Art hat wie andere Flughunde eine hundeartige Schnauze, die fast nackt und weißbraun bis rosa ist. Typisch sind breite Nasenlöcher und große Augen mit einer orange Iris. Das weiche und hellbraune Fell ist im Bereich des Halses wollig und bildet einen Mantel. Da der Schwanz fehlt ist die Schwanzflughaut in der Mitte sehr schmal. Trotz des Namens sind nur größere Flecken auf den hellbraunen Flügeln und die Flügelspitzen weiß. Mehrere abweichende Details des Schädels unterscheiden die Art vom eigentlichen Weißflügelflughund. Die oberen Zahnreihen sind durch einen recht großen zweiten Schneidezahn, einen geraden Eckzahn und einen winzigen ersten Prämolar gekennzeichnet. Im Unterkiefer ähnelt der erste Schneidezahn einem Spatenblatt, der zweite ist dreieckig und der Eckzahn ist gebogen. Pro Seite ist ein stiftartiger dritter Molar vorhanden.

## Verbreitung
Dieser Flughund ist nur von wenigen Funden auf der Insel Mindoro bekannt. Er lebt im Hügel- und Bergland zwischen 100 und 1500 Meter Höhe. Exemplare wurden in annähernd immergrünen Wäldern, in Bergwäldern sowie in angrenzenden Gras- und Landwirtschaftsflächen registriert.

## Lebensweise
Der nachtaktive Mindoro-Weißflügelflughund frisst verschiedene Früchte. Im Kot des Tieres wurden Samen von Feigen, Musa balbisiana (Bananen) und eines Vertreters der Schwarzmundgewächse nachgewiesen. Über das Tagesversteck und die Fortpflanzung ist nichts bekannt.

## Gefährdung
Der Bestand nimmt aufgrund von Landschaftsveränderungen und Jagd zur Wildfleischgewinnung ab. Alle bekannten Reviere zusammen sind etwa 1600 km² groß. Die IUCN listet den Mindoro-Weißflügelflughund als stark gefährdet (endangered).